# Josef Hlisnikovský
Josef Hlisnikovský (12. února 1905 Frýdek, Slezsko – 24. května 1972 Praha, Československo) byl český báňský úředník, vysokoškolský profesor a amatérský entomolog - koleopterolog světového významu.
Jeho otcem byl Isidor Hlisnikowski, okresní školní inspektor ve Frýdku. Josef Hlisnikovský byl členem Čs. spol. entomologického od roku 1930, členem entomologické sekce Přírodovědecké společnosti v Ostravě, čestným členem Společnosti Národního muzea, členem Schweizerische Entomologische Gesellschaft Bern (1935), Entomol. Societas Fennica Helsingfors (1938), Sociéte Entomologique d'Alger (1945). V letech 1921 – 1930 byl uveden v Entomologen Adressbuch A. Hoffman, Wien. Byl prvním občanem ČSR, který se stal členem Royal Entomological Society of London (1946).
Na jeho počest pojmenoval Jan Roubal v roce 1939 nový druh drabčíka bledius hlisnikowskii Roub.

## Život
Josef Hlisnikovský vystudoval gymnázium v Ostravě a poté v letech 1926 – 1931 Vysokou školu báňskou v Příbrami, kde posléze nastoupil jako asistent v ústavu geodesie a důlního měřictví. V roce 1933 se vrátil do Ostravy a začal pracovat jako báňský inženýr v oboru důlních dobývacích a dopravních strojů. Pracoval pro firmu Eickhoff Bergbautechnik. V důsledku své odbojové činnosti byl zatčen gestapem a v roce 1942 byl uvězněn v koncentračním táboře v Osvětimi. Později byl převezen do koncentračního tábora v Buchenwaldu, kde byl vězněn až do roku 1945.
Po osvobození pracoval na vedoucích pozicích v oboru důlní mechanizace. Nejdříve pracoval na báňském úřadě, později na ministerstvu hornictví, odkud byl donucen odejít na nátlak komunistů. V roce 1957 se stal profesorem na Vysoké škole technické v Košicích, v roce 1959 začal přednášet na Vysoké škole báňské přestěhované z Příbrami do Ostravy.
Velmi aktivní byl i ve své zálibě – entomologii, se kterou se seznámil hlouběji zejména díky známému entomologovi Edmundu Reitterovi z Paskova.
Publikoval 60 prací ve světových odborných entomologických periodikách. Do roku 1969 nově popsal 8 rodů a 212 druhů a nižších system. Prof. Hlisnikovský zanechal sbírku Coleopter s asi 170 000 exempláři (12 speciálních skříní se 793 krabicemi). Sbírku daroval Národnímu muzeu v Praze. Zanechal také nejkompletnější a nejrozsáhlejší soukromou entomologickou knihovnu ve své době v Československu.